# Hannu Raittila

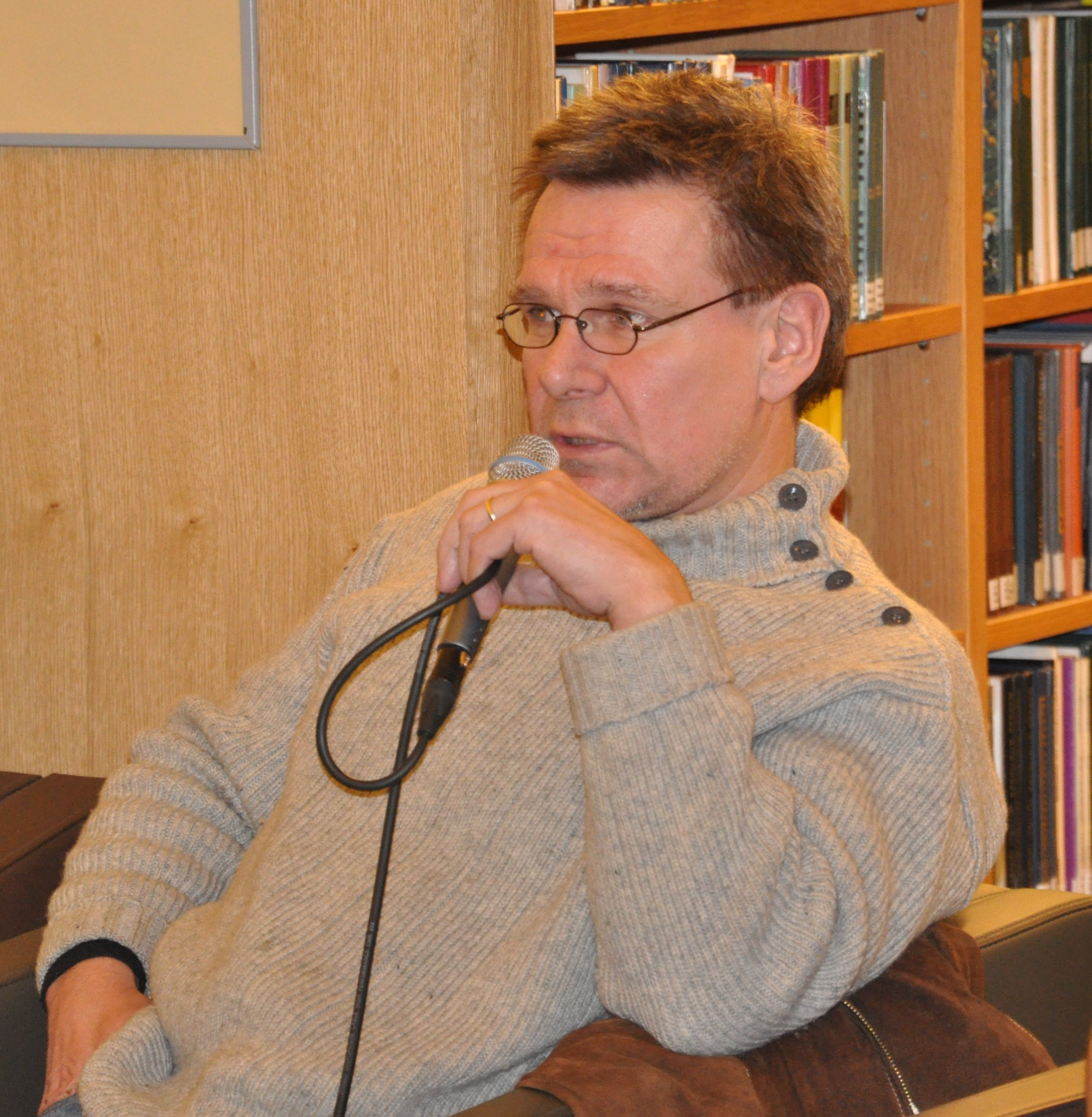
Hannu Raittila (2009)

Hannu Raittila (* 23. November 1956 in Helsinki) ist ein finnischer Schriftsteller und Kolumnist.

## Leben und Werk
Raittila verbrachte seine Kindheit im Helsinkier Stadtteil Katajanokka. In seiner Jugend hing er kommunistischen Ideen an. Raittila studierte Geschichte und Philosophie an der Universität Helsinki.
Von 1982 bis 1986 war Hannu Raittila Fernsehkritiker beim finnischen Blatt Aamulehti, von 1986 bis 1992 Kolumnist bei derselben Zeitung. 1995/96 war er Kolumnist bei Turun Sanomat und arbeitete von 2003 bis 2005 bei der bedeutendsten finnischen Zeitung Helsingin Sanomat. 1998 gelang ihm sein literarischer Durchbruch mit dem Roman Ei minulta mitään puutu (deutsch: Sintflut, 2007).
Hannu Raittilas Stil ist äußerst lakonisch. In seinen Büchern werden die teilweise absurden Geschichten aus einem Mosaik unterschiedlicher Charaktertypen und mehrerer subjektiver Sichtweisen erzählt. Aus verschiedenen Perspektiven muss sich der Leser selbst ein Bild der Vorgänge machen. Meist nimmt die Handlung einen grotesken Verlauf, der in Form der Realsatire geschildert wird. Eine wichtige Rolle spielt oft eine technokratisch denkende Person, deren Gedanken, Standpunkte und Kommentare den Büchern Raittilas eine besondere Note verleihen.
Heute lebt Raittila in Mikkeli und ist mit der finnischen Schriftstellerin Mari Mörö (* 1963) verheiratet. Seine Werke wurden ins Englische, Deutsche, Schwedische und Ungarische übersetzt.

## Auszeichnungen
Raittila hat zahlreiche finnische Literaturauszeichnungen erhalten, unter anderem 1990 den Kinder- und Jugendhörspielpreis des öffentlich-rechtlichen Rundfunksenders YLE für sein Hörspiel Matokuningas, 1994 den Kalevi-Jäntin-Preis, 1998 den Literaturpreis der Olvi-Stiftung, 1998 den Suomi-Preis des finnischen Unterrichtsministeriums und 2001 den renommierten Finlandia-Preis für seinen Roman Canal Grande.

## Bibliographie

### Romane und Novellen
- Pakosarja (Novellensammlung, 1993)
- Ilmalaiva Finlandia (Novellensammlung, 1994)
- Pohjoinen puhuu (Novellensammlung, 1997)
- Ei minulta mitään puutu (Roman, 1998) deutsch: Sintflut. Übersetzt von Stefan Moster, btb, München 2007, ISBN 978-3-442-73779-6.
- Miesvahvuus (Novellensammlung, 1999)
- Linja. Kaksikymmentä ensimmäistä (Novellensammlung, 2000)
- Canal Grande (Roman, 2001) deutsch: Canal Grande. Übersetzt von Stefan Moster; btb, 2009, ISBN 978-3-442-73965-3.
- Rahat vai kolmipyörä ja muita kirjoituksia (Erzählungen, 2002)
- Atlantis (Roman, 2003) deutsch: Atlantis. Übersetzt von Stefan Moster, btb, München 2006, ISBN 978-3-442-73727-7.
- Liikkumaton liikuttaja (2004)
- Pamisoksen purkaus, Romaani (2005), deutsch: Die Klärung, Roman, übersetzt von Stefan Moster, Luchterhand Literaturverlag, München 2009, ISBN 978-3-630-62162-3
- Kirjailijaelämää (2006)
- Terminaali (2013), deutsch: Kontinentaldrift, Roman, übersetzt von Stefan Moster, Luchterhand Literaturverlag, München 2014, ISBN 978-3-630-87449-4

### Hörspiele
- Matokuningas (1990; verfilmt 1993)
- Massaulosvetäjä (1990)
- Totuuden henki (1990)
- Avautumisvaihe (1990)
- Kantolan perhe (1991)
- Saari (1992)

### Theaterstücke
- Leningradin yö (1991)
- Presidentinvaunu (1990)

### Drehbücher
- Matokuningas (1992)